# Hanns-Seidel-Gymnasium
Das Hanns-Seidel-Gymnasium ist ein unterfränkisches Landkreisgymnasium in Hösbach bei Aschaffenburg, das nach dem bayerischen Politiker Hanns Seidel benannt wurde. Es wird von über 1.200 Schülern, vor allem aus dem Landkreis Aschaffenburg, besucht. Auf dem Schulgelände befinden sich mehrere Sportanlagen sowie das Bibliothekszentrum des Landkreises Aschaffenburg.

## Geschichte
Der Schulbetrieb wurde 1973 in Glattbach aufgenommen. 1976 zog die Schule an ihren jetzigen Standort in Hösbach um, an dem sich auch die staatliche Realschule Hösbach befindet. In dem Gebäudekomplex war bis zu dessen Umzug 2001 zudem das Bibliothekszentrum untergebracht. Bei einem durch Schweißarbeiten ausgelösten Brand im Jahr 1999 entstand an einem neuen Gebäudeteil erheblicher Sachschaden, sodass dessen Eröffnung verzögert wurde. Im Jahr 2005 wurde am Hanns-Seidel-Gymnasium ein offener und gebundener Ganztag eingerichtet.

## Ausbildung

### Zweige
Das Hanns-Seidel-Gymnasium bietet einen naturwissenschaftlich-technologischen (NTG) sowie einen wirtschaftswissenschaftlichen (WWG) Ausbildungszweig an. In der 11. Klasse ist eine Einführungsklasse eingerichtet. Als Fremdsprachen werden ab der fünften Jahrgangsstufe Englisch und ab der sechsten wahlweise Französisch oder Latein unterrichtet. Optional kann ab der 11. Klasse anstelle der zweiten Fremdsprache Spanisch belegt werden. Darüber hinaus werden in den Jahrgangsstufen 5 und 6 Chor- und Sportklassen sowie die Klasse!Forscher mit zusätzlichem naturwissenschaftlichen Fokus angeboten.

### Wahlkurse
Dem MINT-Schwerpunkt der Schule entsprechend gibt es Kurse für eine Teilnahme am Wettbewerb Jugend forscht, den Mathematik-Pluskurs sowie für die Unterstufe einen Robotik-Kurs. Im musischen Bereich werden mehrere Chöre wie der Unterstufenchor, der „Große Chor“ und der Kammerchor, sowie Instrumentalensembles wie ein Orchester und eine Big Band angeboten. Des Weiteren gibt es verschiedene Sportangebote sowie Wahlkurse zu Erster Hilfe. Besonders begabte Schüler der Unter- und Mittelstufe können darüber hinaus – in Kooperation mit anderen Gymnasien in der Region – in Enrichmentkursen vertiefte Kompetenzen in selbst gewählten Fachgebieten erwerben.

## Auszeichnungen

### Zertifikate
Das Hanns-Seidel-Gymnasium wurde aufgrund seines Fokus auf Digitalisierung und naturwissenschaftlich-technologische Bildung als MINT-EC-Schule, Digitale Schule der Zukunft und Profilschule für Informatik und Zukunftstechnologien  ausgezeichnet. Außerdem ist es zertifiziert als Schule ohne Rassismus – Schule mit Courage sowie als Fairtrade-Schule.

### Erfolge bei Schülerwettbewerben
Seit 1987 nimmt die Schule an den Wettbewerben Jugend forscht und Schüler experimentieren teil und ist seitdem immer wieder auf Regional-, Landes-, Bundes- und Europaebene erfolgreich. Auch bei Jugend debattiert ist die Schule seit 2012 aktiv und richtet seit 2015 die Regionalentscheide aus. Bereits mehrfach waren Debattanten des Hanns-Seidel-Gymnasiums im Landes- und Bundeswettkampf vertreten. Für ihre Onlineausgabe wurde der HSG-Schülerzeitung Das Netz von der Hanns-Seidel-Stiftung der bayerische Schülerzeitungspreis Die Raute verliehen.
Außerdem werden auch immer wieder Erfolge bei Jugend trainiert für Olympia in den Sportarten Tischtennis, Leichtathletik, Golf, Fußball und Geräteturnen erzielt.

## Internationale Kontakte
Schüler des Hanns-Seidel-Gymnasiums nehmen an Austauschprogrammen teil mit
- Hudson Wisconsin (USA)
- Saint-Germain-en-Laye (Frankreich)
- Cavalese (Italien)

Außerdem gibt es eine Partnerschule in Tansania, die Mkinga Secondary.

## Ehemalige Schüler
- Andrea Lindholz (* 1970), Mitglied des Deutschen Bundestages
- Jochen Seitz (* 1976), Fußballspieler
- Karsten Klein (* 1977), Mitglied des Deutschen Bundestages
- Felix Wissel (* 1978), Bundesligaringer
- Marcel Schäfer (* 1984), Fußballspieler